# Grabrovec (Słowenia)
Grabrovec – wieś w Słowenii, w gminie Metlika. W 2018 roku liczyła 164 mieszkańców.